# Makovce
Makovce é um município da Eslováquia, situado no distrito de Stropkov, na região de Prešov. Tem 4,57 km² de área e sua população em 2018 foi estimada em 155 habitantes.

## Demografia
| Ano:        | 1994 | 2004   | 2014    | 2024    |
| ----------- | ---- | ------ | ------- | ------- |
| Broj ljudi: | 183  | 186    | 166     | 146     |
| Razlika:    |      | +1,63% | -10,75% | -12,04% |

| Ano:               | 2023 | 2024 |
| ------------------ | ---- | ---- |
| Número de pessoas: | 146  | 146  |
| Diferença:         |      | +0%  |